# Juan Francisco Agüeras González
Juan Francisco Agüeras y Gonzàlez (Ejea de los Caballeros, 1876 - Cartuja de Aula Dei, 1936) fou un músic aragonès, mestre de capella de la Basílica del Pilar de Saragossa. Es va formar a l'escola d'Infants del Pilar de Saragossa, de la mà del mestre de capella Antonio Lozano González i de l'organista Valentín Faura y Vendrell, a qui Agüeras va succeir en el càrrec.
L'1 de setembre de 1893 va començar els estudis eclesiàstics al seminari, mentre exercia, també, d'organista suplent des del 5 de maig d'aquell mateix any. L'any 1903 va ocupar la plaça d'organista primer, després del traspàs de Valentin Faura, que havia exercit el càrrec fins llavors. L'any 1908 va passar a ser mestre de capella de la basílica del Pilar de Saragossa.
Tota la seva obra pertany al repertori eclesiàstic. Es conserven més de 80 composicions, entre les quals destaca la seva Missa Eucarística per a tibles i orgue, que va guanyar el concurs Música Sacra realitzat a Bilbao el maig de 1911.
Es conserva música impresa seva al fons musical de l'església parroquial de Sant Esteve d'Olot (SEO).